# Goril·la del riu Cross
El goril·la del riu Cross (Gorilla gorilla diehli) és una subespècie de goril·la occidental que pot trobar-se a la selva tropical i subtropical de Nigèria i el Camerun. En contrast amb el goril·la de les planes occidental (Gorilla gorilla gorilla), aquest goril·la és el que més en perill està de tots els goril·les i primats. El goril·la del riu Cross difereix de l'occidental de plana tant en el crani com en les dimensions de la dentadura. S'estima que només existeixen ja 200-300 individus en llibertat, en diverses poblacions separades per camps de cultiu. La població més propera de goril·la occidental de plana se situa a 250 km. Tant la pèrdua d'hàbitat com el descens del seu substrat alimentari d'arbustos han contribuït a la disminució dràstica de la subespècie. Es troba en perill crític d'extinció segons la Unió Internacional per a la Conservació de la Natura (UICN), i fou inclòs en la publicació biennal Els 25 primats en major perill del món, 2008-2010.
Són animals normalment tímids que fugen davant del menor indici de presència humana.